# 柯維納馬路交通樞紐
柯維納馬路交通樞紐，位於澳門氹仔中心區賽馬會旁的大型交通樞紐，其設施包括輕軌站、地下停車場、巴士轉乘站、社區中心和一系列的架空行人道。

## 歷史

### 規劃與公開咨詢
2010年9月，政府正式提出於氹仔柯維納馬路（賽馬會前臨時停車場一帶）打造集輕軌、巴士、的士、停車場和步行系統於一身的「交通樞紐」，當時初期計劃於2011年招標，爭取與澳門輕軌同步在2014年落成，作為澳門首個大型交通樞紐。
2010年10月3日，政府就該交通樞紐規劃與興建進行的公開咨詢結束。期間跨部門協調小組透過互聯網、展示亭和說明會等多渠道，收到超過三百份居民對交通樞紐規劃的問卷意見，在推介期間舉行的說明會中，亦取得不少與會者提出的口頭意見和問題，居民踴躍發表意見和建議，冀藉此完善澳門交通運輸系統及其配套設施，提昇居民出行效率。此外，協調小組透過郵政服務向氹仔全部郵箱派出近29,000份交通樞紐的宣傳小冊子，務求讓廣大居民都了解交通樞紐的具體規劃內容，形象化地向居民展示有關項目之規劃狀況。 協調小組設於柯維納馬路休憩區的展示亭，擺放了設有問卷的小冊子，供居民閱覽交通樞紐規劃的同時，亦透過問卷了解居民對細部設計方案的意見，收集居民對柯維納馬路的公共交通改善，周邊綠化和社區設施的意見。綜合意見所得，居民普遍關注交通樞紐的施工期、施工期間對該區交通的影響及臨時交通措施、地面巴士站的通風設備、社區設施的應用和增加綠化面積等。

### 公開招標
2011年12月7日，「氹仔柯維納馬路交通樞紐第一期建造工程」進行公開招標競投，截標日期為2012年2月7日。承攬工程為氹仔柯維納馬路交通樞紐建設地下旅遊巴士停車場、地面交通換乘樞紐及上蓋社區中心，最長施工期為849天。預料工程可帶來約200個本地就業職位。 
2012年2月8日上午，「氹仔柯維納馬路交通樞紐第一期建造工程」於運輸基建辦公室開標，共17間公司參與競投，造價由澳門幣3億6仟72萬2955元至6億2仟900萬元不等，其中有16間競投公司的標書獲得接納，1間有條件接納，最長施工期為849日。工程包括興建花園平台、社區設施和綠化廣場，並建有旅遊巴停車場，以及於地面層中央車道增設一個巴士轉乘站。 

### 動工與興建
2012年5月起，配合工程開展，運輸基建辦公室與交通事務局分階段取消氹仔柯維納馬路賽馬會前地露天停車區咪錶車位，並陸續進行工地圍封。前期工程包括進行管線遷移、樁基礎建設、開挖、橋墩建設等各種建築工作。
2012年8月7日上午10時，政府跨部門於氹仔柯維納馬路賽馬會前地舉行「氹仔柯維納馬路交通樞紐第一期建造工程」動土儀式，多名運輸工務範疇政府官員，以及多名政府部門領導主管、工程界、建築業界、交通運輸界、離島社團代表均出席該儀式。交通樞紐西面地下層設有可容納59個旅遊巴停車位的旅遊巴停車場；地面層為公共巴士總站，設有19個車位，供巴士停泊及上落客之用；並設有社區設施、步行廊道及綠化空間，工程同時亦針對該區水浸的問題，提升排水能力。
2014年上旬至中旬，交通樞紐開挖工程展開。
2015年3月20日，柯維納馬路進行接駁街渠工程，介乎盧伯德圓形地至廣東大馬路之間的一段需要封閉，期間原先由盧伯德圓形地進入柯維納馬路的多條巴士路線需改道行駛，工期為21天。

### 啟用
2019年12月10日，澳門輕軌氹仔線通車，但交通樞紐設施仍未開放。
2019年12月28日，位於地面層的巴士轉乘站啟用。
2022年5月4日上午10時，位於交通樞紐地下之重型客車停車場正式對外開放，停車場出入口均設於靠近名門世家一側的柯維納馬路，提供58個停泊位。重型客車停車場泊位按時段收費，上午8時至晚上8時，每小時或不足1小時收費12澳門元，其餘時段每小時或不足1小時收費為6澳門元；此外亦設部份月租泊位，該停車場由澳門輕軌股份有限公司管理。
2025年4月，交通樞紐平台優化工程及各項驗收工作已完成，並於同月17日起開放予公眾使用。優化工程包括加強圍欄保護設施、修繕部分設施及優化平台綠化工作等。

## 樓層分佈
| 交通樞紐 | P | █ 氹仔線軌道                                             |
| 交通樞紐 | C | 平台花園、社會服務設施、 █ 氹仔線馬會站票務大堂          |
| 交通樞紐 | G | 公共巴士轉乘站、輕軌站A出口（名門世家）、B出口（賽馬會） |
| 交通樞紐 | B | 私家車和重型客車（僅供月票停泊）停車場                   |

## 公共交通設施

### 地下停車場
交通樞紐內設有旅遊巴停車場，設有58個泊位。按時段收費，上午8時至晚上8時，每小時或不足1小時收費12澳門元，其餘時段每小時或不足1小時收費為6澳門元；此外亦設部份月租泊位，該停車場由澳門輕軌股份有限公司管理。2025年5月1日起同時改為提供重型客車及輕型汽車停泊，整改後分別設有105個輕型汽車泊車位、2個傷殘人士專用輕型汽車泊車位及9個重型客車泊車位；所有輕型汽車泊車位按半小時收費，重型客車泊車位則為月租泊位。

### 室外輕型及重型車輛停車場
2023年11月28日，政府公報刊登行政長官批示，為核准《柯維納馬路戶外公共停車場規章》，設有58個對外開放泊位，為41個輕型汽車泊車位及17個重型汽車泊車位。最多泊連續8天，而交通局可例外許可至最多連續30天。收費方面，輕型汽車日泊（日間普通票）每小時八元，夜泊（夜間普通票）每小時四元；重型汽車日泊每小時十元，夜泊每小時五元。同時規章訂定繳費方式，不設現金收費，只限透過出入口的自動裝置用電子方式繳付。除非有關裝置故障，才可改到收費處繳費，這時就收現金或電子支付。
2023年12月11日10時起，正式對外開放使用，停車場位於氹仔柯維納馬路並介乎於廣東大馬路與沙維斯街的地面中央分隔帶，為《公共泊車服務制度》法案自2023年8月1日生效後，首個重新規劃並開放使用的戶外公共停車場。停車場暫時提供3種收費模式，包括澳門通、MPay及銀聯閃付卡電子收費系統；停車場入口設有泊車位餘額顯示屏，亦會於交通事務局網站及交通資訊站App的“公共停車場實時資訊”發佈有關停車場的實時餘額資訊。

## 爭議
交通樞紐由規劃、建設到啟用後引發不少爭議，包括啟用日期不斷延後，運作情況和配套設施不完善，引起不少社會人士澳門街坊總會、離島社區咨詢委員會和立法會議員關注。

### 規劃定位模糊
2010年9月13日，政府就該交通樞紐規劃舉行諮詢會，有出席團體代表批評政府，對交通樞紐概念模糊，希望政府能清晰交通樞紐定位。出席的澳門工會聯合總會代表批評政府對相關規劃概念不清晰，以為在輕軌站下設有巴士站、的士上落客點這種輕軌配套的規格，便是交通樞紐，希望政府清晰交通樞紐定義，以便日後規劃其他交通樞紐時作更好規劃和配套。跨部門小組當時解釋，柯維納馬路交通樞是氹仔第一個交通樞紐，位於氹仔市中心和多個大型住宅，服務人口大，而且地點面積能配合是次規劃，故規劃為交通樞紐。又稱，在北安碼頭、蓮花口岸也有條件和需要建交通樞紐，日後將會按發展適時進行規劃。

### 2013年5月澳門暴雨
2013年5月初，澳門多天出現不同程度的暴雨，其中一場暴雨導致氹仔柯維納馬路一度出現嚴重水浸，運輸基建辦公室堅稱，不排除相關地段工程有「少量沙石」入渠，又淡化指這非單一原因，唯另一部門民政總署斷言該處主渠已淤塞，與現場大型工程脫不了關係，更篤爆相關承建商有非法排污之前科。政府跨部門於同年5月8日與氹仔社團代表座談，說明各部門相關應對工作。而原定一同巡視氹仔水浸監測站則受天雨影響取消。稍後時間發言的運建辦副主任李安德指，近年氹仔都市化發展較快，對排水網造成一些壓力和影響，早於2009年該辦的輕軌顧問公司就已分析過，柯維納區的排水網「可能好快會接近一個飽和的狀況」，所以便有了現時該處建交通樞紐前先做新的地下排水網。而在2012年9月，當時民政總署發現交通樞紐地盤有不正常排污，將未處理的黃泥水排入公共渠網，故當時已開出罰單予承建商。至於「少量沙石」之說，麥儉明不諱言這實在塞不了逾一米寬的主渠，但相關通渠責任不在民署，而運建辦其後發出新聞稿，稱該辦重視各地盤的工地環境管理，未來亦會繼續加強監督承建單位切實執行各項工地環境管理措施，並會對任何違規行為絕不姑息。
2013年5月9日，運輸工務司司長劉仕堯高度關注暴雨後續跟進工作，並緊急召集轄下與民生及大型工程有密切關係的相關部門進行會議探討水浸成因。劉仕堯在會議上聽取了各部門的通報後表示，運輸工務範疇一直著力做好渠網的規劃，積極有序地優化下水道管網，並持續開展相關重整或改善工程，如高士德大馬路下水道整治工程等。經過多年的努力，水浸情況有了較大的改善，同年5月7日晚上的暴雨是澳門回歸以來所錄得的一小時第五高的雨量，離島地區在多處出現較過往嚴重的水浸情況，相信非由單一問題所致。就當天極端天氣，運建辦於下午就要求工程承建及監理單位，加強注意及監察大雨期間工地周邊的公共排水系統情況。及至5月9日晚上交通樞紐地盤因暴雨出現水浸，運建辦領導及技術人員聯同承建單位即時到場處理，於部份積水路段安排水泵車及抽水機抽走積水，並嘗試打開渠蓋疏導積水。由於名門世家至駿景的一段柯維納馬路水浸情況嚴重，承建單位於晚上再加調六台抽水機協助清理工作。運建辦人員於同日上午亦再次與承建及監理單位巡查各地盤狀況，並督促各路段施工單位必須加強工地環境的管理工作。 

### 啟用後爭議不斷
2020年9月，離島社諮會副召集人林家全關注交通樞紐開放情況，關注到站點下層的旅遊巴停車場仍未有開放時間表，期望當局盡快完成和開放站點附近相關設施，方便居民和旅客出行。建議考慮將現時柯維納馬路臨時旅遊巴停泊區，暫時開放予私家車及電單車停泊，短期內緩解該區泊位不足情況，同時冀望促進改善交通樞紐內的配套設施。
2021年，連接交通樞紐至馬會一帶住宅區的行人天橋工程仍未動工；以駿龍酒店前往馬會輕軌站為例，位於南新花園的行人道非常狹窄，該路段的巴士站經常人滿為患，行人經常要走出馬路，險象環生。在陽光普照的下午，前往輕軌站並不輕鬆。特別是在馬會輕軌站東側的行人扶手電梯遲遲也未正式啟用，附近居民未能享用相關設備，需要繞經更遠的道路前往馬會輕軌站。
2021年9月7日，離島社區咨詢委員會有委員關注氹仔中心區交通問題，有委員建議盡早開放交通樞紐地庫的停車場開放供旅遊巴、私家車和電單車使用。又指出南新花園一帶路面長期存在車輛違泊阻礙巴士埋站、行人亂過馬路等交通問題，對附近一帶交通構成安全隱患，有關建議可舒緩區內泊位不足和違泊等問題。
2022年3月14日，立法會直選議員林宇滔關注交通樞紐運作情況，指出該交通樞紐完工日期不斷延誤，又指該樞紐的地下層公共停車場閒置逾兩年，該區私人車輛泊位長期不足，質疑當局為何浪費資源不讓私家車及電單車停泊。而輕軌公司被指偷偷地取消私家車和電單車車位取消，被指不能鼓勵市民駕駛私人車輛轉乘巴士和輕軌，造成資源浪費。
2022年5月3日，離島社諮委委員李海霞冀全面開放交通樞紐內的公共設施，方便居民出行，避免浪費公帑。她表示輕軌站與巴士站均於2019年12月先後啟用。資料顯示該交通樞紐除設有車站，還有社區設施、步行廊道及綠化空間；地下層的旅遊巴停車位啟用，但車站使用至今部分步行廊道、升降機及扶手電梯仍然封閉，部分社區設施仍未開放使用。雖然當局於2022年就該交通樞紐一帶進行優化工程，車站附近圍封多時空地亦增加綠化及擴闊行人道。
2022年5月12日，離島社諮會副召集人林家全建議交通部門和輕軌公司應預早對交通樞紐及其各項管理實體做好協調，及早準備相關配套，以免在啟用時仍配套不足造成浪費。另外，他期望當局考慮將現時柯維納馬路臨時旅遊巴停泊區暫時開放予私家車及電單車停泊，短期緩解該區泊位不足。
2023年3月30日，有社交媒體本地交通專頁發貼指，位於交通樞紐內的重型客車停車場內根本沒甚麼車停泊，但其顯示屏卻顯示空置泊位數量為「０」的沒位狀況，並引述網民反映常有此情況，質疑有數據作假。負責管理的澳門輕軌股份有限公司官網晚上迅速發文回應，嚴正澄清有關停車場入口資訊不存在作假、對方所指並非事實，並已針對相關作假指控備案和保留追究權利。公司稱，經了解，在系統設置或更新時，或會偶爾出現顯示屏顯示「０」之情況。至今該停車場只有數個月租位租出，時租泊位仍錄得零進出記錄。
2023年8月17日，論盡媒體獨家報道指交通樞紐與連接馬會站的一樓平台「立立亂」：一出站便見到原用於花圃地段已變成「硬泥地」，大部分沒有被善用、只有極小的面積種上植物；平台上的花壇、綠化帶大部分沒有植物或長滿雜草，不似有人員打理；多個扶手電梯及電梯被水馬圍起且無法使用，惟未見告示牌標示這些設備被圍起停用原因，以及何時才能重新使用；馬會站外一邊外牆原計劃種植物，但過百的小花盤只由野草霸佔或空置。然而，此等「立立亂」情況未清楚持續了多長時間。從輕軌公司公佈的、有限資料，涉及管理站台外的空間的公司以及每年所支付的公帑亦無從得知。
2023年8月19日，論盡媒體繼報道交通樞紐平台「立立亂」後，再報道位於地庫的重型客車停車場如同「蚊子館」，絕大部分車位，即「月票車位」以及非「月票車位」「無人吼」。該報記者經觀察發現只有6部車停泊過夜，分別為兩下午所見的3部救護車、一部輕軌公司人員專用車，一部相信用來拖車的貨車以及增多一部社服機構的車輛。有停車場管理人員表示，該停車場多數都是旅遊巴士在晚間停泊。又指，由於記者觀察的時間並非旅遊巴士停泊的時段，因此才看到很多車位空置。市民又稱，南新巴士站對面的臨時旅遊巴停泊區有大量免費位置供旅遊巴士泊車，故希望政府將該停車場全部或部份開放給小型客車或其他車輛使用，以免浪費空間。
2023年8月28日，澳門輕軌股份有限公司回應有關報道，表示計劃年內優化馬會站及交通樞紐的平台及相連設施。相關改善優化方案的設計近日已獲特區政府工務部門審批，將於短期內展開詢價程序，工程期間將在車站周邊張貼的安全告示以提醒乘客。
2023年12月5日，輕軌公司表示，相關優化工程已判給，預計工期約三、四個月，期望工程完成後能有所改善。工程費用由輕軌公司負責。至於馬會站平台是否因設計問題以致不能使用，輕軌公司董事會主席何蔣祺不予評論，指政府將輕軌交由輕軌公司管理，公司會盡力“做好件事”。
2024年5月下旬，交通諮詢委員會委員許浩智表示，位於交通樞紐負一層的地下重型客車停車場使用情況未如理想，建議當局下調收費或推出免費時段以增加停泊誘因。
直至2024年9月，有居民反映該平台除步行廊道外，其餘大部分區域仍以水馬圍封，冀輕軌公司交代開放時間表、有關優化工程的進度及判給金額等資料。該平台除走道外其他空間基本都以水馬圍封。包括平台花園、部分升降機、扶手電梯等皆未開放使用。但平台花園的花圃由過去的雜草叢生，現時已換上綠色植物，環境更乾淨利落，惟個別花圃草地則有些許乾枯發黃。平台的圍欄亦已更換為不鏽鋼材質，更耐用安全。至於社區中心落成至今尚未啟用。
2024年10月30日，澳門輕軌股份有限公司回覆澳門立法會議員李良汪書面質詢時表示，交通樞紐平台花園已按計劃完成優化工程，正跟進程序。倘具備充足條件，該公司會盡快安排開放平台給公眾使用，為輕軌站乘客和鄰近民眾提供更優質的綠化休憩空間。議員批評澳門輕軌股份有限公司迴避質詢中提出閒置平台衍生的清潔和管理費，以及優化工程使用費等，與社會要求合理、透明使用公帑的期望背道而馳。

### 原重型汽車停泊區改造相關問題
2023年9月，交通事務局將氹仔馬場對出的柯維納馬路重型汽車停泊區及周邊路網進行重整工程，計劃將該停泊區重新規劃為輕型汽車泊位及重型汽車泊位的區域，但各方反應褒貶不一。有私家車車主表示，街邊泊位長期泊滿，而周邊食肆較多，區內車位不足，有時違泊車輛會佔用廣東大馬路一條行車線停泊，人車爭路，情況混亂，對增設私家車泊位表示支持。亦有意見希望增加電單車泊位。另一方面，位於交通樞紐內的重型客車停車場使用率仍然一直偏低，有旅遊巴司機表示，過往工程前選擇將旅遊巴停泊在免費露天停泊區，然後到附近食肆午餐，現時露天停泊區有工程，便只好買飯在車上食。不會選擇停在地下停車場的原因是除了收費貴，還有附近缺少食肆不方便，加重經濟負擔，另希望提供首兩小時免費停泊。澳門重型車司機職工會指，澳門重型車泊位長期不足，一般司機若找不到合法泊位，只能泊在路邊，或地盤內。儘管疫後經濟復常，旅客增多，業界仍存在開工不足，工會一直有向交通事務局反映，希望能提供月租車位予重型車停泊，以降低停泊成本。
交通咨詢委員會委員許浩智期望透過增加輕型汽車泊位，回應區內居民增加泊車位的訴求。然而，柯維納馬路露天停泊區的優化方案，雖然平衡了該區重型車與輕型汽車的泊車需要，亦減少重型車的泊位，讓全澳重型車泊位不足的問題可能加劇。自優化方案完成後，相關重型汽車泊車位會維持現時免收停泊費用，還是改為收費模式，仍尚未有進一步消息。因此，需要觀察重型車的停泊情況，避免路面出現阻塞。交通樞紐的原規劃包括設立巴士轉乘站、停車場和步行系統等於一身，上蓋更設有社區中心。不過自啟用以來，該停車場只提供重型車泊位，社區中心遲遲未投入運作，令其發揮的實際作用有限。他建議隨著輕軌即將連通澳門半島的媽閣站，並推動社區中心盡快投運，研究引入不同的商業元素；在泊車問題上，當局宜與輕軌公司溝通，適當調整柯維納馬路交通樞紐重型汽車停車場的非繁忙時段收費，考慮適當增加輕型汽車泊位的可能性，提升該停車場的使用率，實現其“交通樞紐”的規劃初衷。
2023年10月下旬，運輸工務司司長辦公室表示，隨著《公共泊車服務制度》為政府設置「戶外收費公共停車場」創造條件，對部份地區居民提供能合法地較長時間泊車的地方。在該法案生效後，交通事務局隨即選擇位於氹仔柯維納馬路與廣東大馬路交界處中央分隔帶的原重型汽車停泊區，重新規劃為首個戶外收費公共停車場，提供輕型汽車和重型車泊位。相關優化工程展開後，包括泊車位置重整和機電設備安裝，部門也會同步制訂使用規章，爭取同年內開放使用。